# 布盧萬湖
6°38′26″N 124°49′30″E / 6.64056°N 124.82500°E
布盧萬湖是菲律賓的湖泊，位於棉蘭老島，面積61.34平方公里，是該島第三大湖泊，次於拉瑙湖和邁尼特湖，海拔高度35米，平均水深4.5米，最大水深6米。